# General Mariano Alvarez
General Mariano Alvarez est une municipalité de la province de Cavite, aux Philippines.